# Vaneyella
Vaneyella is een geslacht van zeekomkommers uit de familie Vaneyellidae.

## Soorten
- Vaneyella dactylica (Ohshima, 1915)
- Vaneyella digitata (Koehler & Vaney, 1910)